# 宮古製糖
宮古製糖株式会社（みやこせいとう）は、沖縄県宮古島市に本社を置く製糖会社である。

## 概要
宮古島市宮古島の城辺工場、同伊良部島の伊良部工場、宮古郡多良間村多良間島の多良間工場の3つの製糖工場で製糖を行っている。このうち、多良間工場は多良間村が建設したもので、宮古製糖はその指定管理者として操業している。
城辺工場、伊良部工場で生産された分蜜糖（粗糖）は原料糖として出荷され、本土の大手製糖業者の工場で上白糖等に加工される。一方、多良間工場で生産された含蜜糖（黒糖）は、多良間島の特産品として販売されている。

## 工場
- 多良間工場
  - 所在地 - 〒906-0601 沖縄県宮古郡多良間村字塩川2795番地
  - 含蜜糖（黒糖）工場[12]
  - 公称能力 - 250t/日[5]
- 城辺工場
  - 所在地 - 〒906-0108 沖縄県宮古島市城辺字砂川836番地
  - 分蜜糖（粗糖）工場[12]
  - 公称能力 - 1,800t/日
- 伊良部工場
  - 所在地 - 〒906-0503 沖縄県宮古島市伊良部字伊良部1391番地
  - 分蜜糖（粗糖）工場[12]
  - 公称能力 - 490t/日

## 沿革
- 1959年（昭和34年）8月26日
  - 宮古製糖株式会社設立。城辺工場を設立[13]。
  - 12月 - 宮古製糖株式会社が大阪製糖株式会社（現三井製糖株式会社）と提携[14]。
- 1960年（昭和35年）12月4日 - 宮古製糖株式会社操業開始[15]。
- 1961年（昭和36年）11月 - 伊良部製糖株式会社が大阪製糖株式会社と提携[14]。
- 1965年（昭和40年）7月24日 - 宮古製糖、伊良部製糖、宮多製糖の合併をめぐり宮古農民騒動が発生[16][17][18]。
- 1971年（昭和46年）9月 - 宮古製糖株式会社が、伊良部製糖株式会社及び宮多製糖株式会社を吸収合併[13]。

### 多良間工場
- 1964年（昭和39年） - 多良間村農協の製糖施設を譲受け、宮多製糖株式会社が設立される（公称能力 50t/日）[1]。
- 1965年（昭和40年） - 糖業振興法に基づき増設を行い、公称能力が120t/日になる
- 1971年（昭和46年）9月 - 合併により、宮多製糖株式会社は宮古製糖株式会社多良間工場となる。
- 1976年（昭和51年） - 多良間工場が新築移転し、公称能力が250t/日になる
- 2018年（平成30年） - 多良間工場の隣地に新工場完成[5][6][19]。